# Danny Bassan
Antonio Danny Bassan (en hebreo: דני בסן‎; San Pablo, Brasil, 5 de diciembre de 1955) es un músico israelí.

## Biografía
Nacido en São Paulo, en una familia de inmigrantes judíos. Su padre era un mecánico búlgaro que había emigrado a Brasil en 1953 proveniente de Sofía, mientras que su madre era una enfermera oriunda de Múnich (Alemania), quien consiguió abandonar su país al inicio de la Segunda Guerra Mundial. A sus 4 años de edad, la familia decide emigrar a Israel, asentándose en Kiryat Gat. Cuando tenía 18 años, fue reclutado para la Banda de la Fuerza Aérea Israelí. Bassan era conocido como miembro de la banda T-Slam, y fue el vocalista principal de la misma hasta su disolución en 1983. En 1985, Bassan lanzó un álbum homónimo. Su segundo álbum, HaYeled Shebi (El niño dentro de mí), fue lanzado en 1989. Este álbum incluía la canción Nuestro camino (דרכינו; Darkenu) que luego se convirtió en un éxito, como tema del programa de televisión israelí HaBurganim. En 1992, se lanzó su último álbum, Chalom Shiheha. Desde que T-Slam se disolvió, Bassan trabajó en la grabación de jingles, comerciales y doblaje de voces.

## Discografía

### Con T-Slam
- Radio Chazak - (Radio fuerte) (1981)
- T-Slam2 (1982, NMC Records )
- LeAsfanim Bilvad - (Solo para coleccionistas) (1983, CBS Records )

### Álbumes en solitario
- Danny Bassan (1986, Israphone Records)
- HaYeled Shebi (1989, Hed Artzi Records)
- Chalom Shiheha (1992, Hed Artzi Records)
- MeAz SheHitahavnu (2005, Hed Arzi)